# Spoguny
Spoguny (lub Spogany; niem. Spogahnen) – kolonia w Polsce, położona w województwie warmińsko-mazurskim, w powiecie olsztyńskim, w gminie Olsztynek.
Wchodzi w skład sołectwa Zezuty.
Do 2024 r. miejscowość była częścią wsi Zezuty. W latach 1975–1998 Spoguny należały administracyjnie do województwa olsztyńskiego.

## Historia
Wieś została założona w 1418 r. Wymieniona jest w dokumentach z roku 1419 – podlegała wówczas pod komturię krzyżacką w Olsztynku. Były to dobra rycerskie o powierzchni 6 włók.
Według danych z 1939 r. w Spoganach mieszkało 98 osób, natomiast w 2005 zaledwie 7. W 2005 we wsi były tylko dwa gospodarstwa.